# FSGカレッジリーグ
FSGカレッジリーグは、福島県郡山市に本部を置く福島県及び東北最大級の専門学校グループである。学校法人国際総合学園が設置する専修学校のうち、福島県所在の学校で構成されている。

## 概要
FSGカレッジリーグは大学校5校57学科と高等部を運営している。
また、エネルギー・環境・スポーツなどの様々な事業に取り組む団体・企業からなるFSGパートナーズも有する。

## 沿革
- 1984年 - 「郡山情報ビジネス専門学校」開設。
- 1999年 - 「郡山テクノデザイン専門学校」開校。郡山情報ビジネス専門学校より分離独立
- 2002年 - 「国際情報工科専門学校」開校。郡山テクノデザイン専門学校より分離独立。「国際メディカルテクノロジー専門学校」開校。
- 2003年 - 「国際ビューティ・ファッション専門学校」開校。
- 2005年 - 郡山テクノデザイン専門学校から「国際アート&デザイン専門学校」へ校名変更。
- 2009年 - 国際情報工科専門学校から「専門学校国際情報工科大学校」へ校名変更。
- 2011年 - 東日本大震災「ACTIONプロジェクト」推進。
- 2013年 - 国際アート＆デザイン専門学校高等課程「FSG高等部」開校。
- 2015年 - 郡山情報ビジネス専門学校から「郡山情報ビジネス公務員専門学校」へ校名変更。
- 2017年 - 郡山情報ビジネス公務員専門学校から「国際ビジネス公務員大学校」へ校名を変更。国際アート&デザイン専門学校から「国際アート&デザイン大学校」へ校名を変更。専門学校国際情報工科大学校から「国際情報工科自動車大学校」へ校名を変更。国際メディカルテクノロジー専門学校から「国際医療看護福祉大学校」へ校名を変更。国際ビューティ・ファッション専門学校から「国際ビューティファッション・製菓大学校」へ校名を変更。
- 2018年 - 設置法人を学校法人新潟総合学院から学校法人国際総合学園へ変更。
- 2019年 - 国際ビューティファッション・製菓大学校から「国際ビューティ&フード大学校」へ校名を変更。国際ビューティ&フード大学校・FSG高等部 新校舎完成
- 2020年 - 全校オンライン授業推進
- 2022年 - FSG Project推進。SDGs目標4への貢献…公平で質の高い生涯教育機会促進

## 運営校等一覧
国際ビジネス公務員大学校
- 公務員/医療事務/経理/販売/サービス/ホテル・観光/こども保育

国際アート&デザイン大学校
- アート/デザイン/マンガ/アニメ/声優/ペット/音楽/eスポーツ

国際情報工科自動車大学校
- 情報/IT/AI/ゲーム/モバイル/自動車/建築/電気/放射線/ドローン

国際医療看護福祉大学校
- 言語聴覚士/救急救命士/臨床工学技士/看護師/介護福祉士/社会福祉士/スポーツ

国際ビューティ&フード大学校
- 美容/エステ/メイク/ネイル/ブライダル/ファッション/調理/製菓/製パン

FSG高等部(国際アート&デザイン大学校高等課程）
- イラスト/マンガ/ファッション/ビューティ/ゲーム/情報/声優/スポーツ（バスケ）/ダンス

FSG指定管理事業部
FSG保育園

## FSGパートナーズ
- 一般社団法人福島スポーツアカデミー

　　　・バスケットボールスクール
　　　・チアダンススクール
　　　・マルチスポーツスクール
- 一般社団法人福島新未来総合研究所
- 一般社団法人キャリア支援機構
- 新電力福島株式会社
- 株式会社NSGアカデミー
- 愛宕商事株式会社 郡山支店
- 株式会社リビングギャラリー 郡山店
- 株式会社ホットパートナー
- 株式会社グリーンケアブリッジ
- 株式会社アイ・シー・オー 郡山営業所